# ماراثون مدينة نيويورك
ماراثون مدينة نيويورك هو سباق ماراثون سنوي لمسافة 42.195 كم (26.2 ميل)، في الأقسام الإدارية الخمسة لمدينة نيويورك. وهو أكبر سباق مارثون في العالم.